# Показник стану довкілля
Пока́зник ста́ну довкі́лля. Робляться спроби знайти єдину (агреговану) міру для оцінки довкілля на базі показників тиску (навантаження) на довкілля, стану довкілля та відповідної реакції людини для обмеженого набору екологічних проблем або навіть для декількох груп екопроблем. Для цього створюється концептуальна модель взаємодії людини і природи. Наприклад, Організація економічного співробітництва і розвитку (ОЕСР) та Програма ООН з довкілля (ЮНЕП) розглядають такі проблеми, як зміна клімату, для якої викиди «парникових» газів визначають показник екологічного навантаження, їх концентрація — індикатор стану довкілля, а енергонасиченість антропогенної діяльності та природоохоронні заходи — як показники відповідної реакції. Інші проблеми включають виснаження  озонового шару Землі,  евтрофікацію, кислотні опади, токсичне забруднення, якість міського довкілля, біорізноманіття, відходи і т. д. Світовий банк групує проблеми за показником їх джерела (сільське господарство, лісове господарство, морські ресурси, вода і надра), показниками забруднення або видалення відходів (біорізноманіття, океани, особливі види земель, такі як зволожені ґрунти), показниками впливу людини (залежність здоров'я від якості води та повітря, а також довкіллям на робочих місцях, забезпеченість якісними продуктами харчування, житло, відходи, стихійні лиха). Показники потім агрегуються для отримання індексів довкілля.